# Diadumene schilleriana
Diadumene schilleriana är en havsanemonart som först beskrevs av Ferdinand Stoliczka 1869.  Diadumene schilleriana ingår i släktet Diadumene och familjen Diadumenidae. Inga underarter finns listade i Catalogue of Life.